# Новотроїцьке сільське поселення (Читинський район)
Новотро́їцьке сільське поселення (рос. Новотроицкое сельское поселение) — сільське поселення у складі Читинського району Забайкальського краю Росії.
Адміністративний центр — село Новотроїцьк.

## Населення
Населення сільського поселення становить 1331 особа (2019; 1512 у 2010, 1536 у 2002).

## Склад
До складу сільського поселення входять:
| Населений пункт   | Населення, осіб (2002) | Населення, осіб (2010) |
| ----------------- | ---------------------- | ---------------------- |
| Ільїнка, село     | 438                    | 379                    |
| Новотроїцьк, село | 745                    | 779                    |
| Танха, село       | 353                    | 354                    |